# José Márcio Pereira da Silva
José Márcio Pereira da Silva, detto Zequinha (Leopoldina, 17 novembre 1949), è un ex calciatore brasiliano, di ruolo attaccante.

## Caratteristiche tecniche
Giocava come attaccante, ricoprendo il ruolo di ala destra. Dotato di una grande abilità tecnica, il suo gioco era caratterizzato da creatività e concretezza nel finalizzare.

## Carriera

### Club
Cresciuto nel settore giovanile del Flamengo, vi vinse il campionato Carioca di categoria prima di passare in prima squadra. Debuttò tra i titolari nella partita contro il São Cristóvão del 9 luglio 1967. Partecipò al campionato statale, e fino al febbraio 1968 rimase a giocare nel Flamengo. Lasciò il club rosso-nero come parte di uno scambio con il Botafogo, cambiando dunque casacca ma non città: in cambio, il Flamengo acquistò Zélio, che ricopriva il suo medesimo ruolo. Con la nuova società partecipò alla vittoria della Taça Brasil 1968, la prima in àmbito nazionale nella storia del club. Fece il suo esordio nel Primeiro Campeonato Nacional de Clubes l'8 agosto 1971 contro l'América-RJ, e segnò il primo gol il 9 ottobre al Maracanã, firmando la vittoria del Botafogo sul Corinthians per 1-0. Nel 1973 venne incluso dalla rivista Placar nella lista degli undici migliori elementi della stagione, ottenendo pertanto la Bola de Prata. Al termine della stagione 1974 passò al Grêmio di Porto Alegre, ove disputò due annate, la 1975 e la 1976. Per il torneo del 1977 venne acquistato dal San Paolo, e Zequinha prese parte al cammino verso il titolo del Tricolor Paulista, mancando però di disputare la finale. Nel 1979 raggiunse la NASL, dove si aggregò alla nutrita colonia di giocatori brasiliani, trasferitisi nella lega statunitense per attrarre pubblico. Giocò tre stagioni con i Dallas Tornado e poi una con i Tampa Bay Rowdies e un'altra con i Tulsa Roughnecks, con cui vinse un titolo nazionale nel 1983, anno in cui si ritirò definitivamente.

### Nazionale
Zequinha fece parte dei convocati della Nazionale nel 1971, debuttando l'11 luglio 1971 nell'amichevole contro l'Austria. Con tale partita si aprì per l'ala brasiliana il ciclo d'incontri che lo vide scendere in campo contro Cecoslovacchia (14 luglio), Jugoslavia (18 luglio), Ungheria (21 luglio) e Paraguay (24 luglio). Fu titolare in ciascuna di queste gare.

## Palmarès

### Club

#### Competizioni statali
- Taça Guanabara: 1

Flamengo: 1967
- Taça Rio: 1

Flamengo: 1967

#### Competizioni nazionali
- Campionato brasiliano: 2

Botafogo: 1968
San Paolo: 1977
- Campionato NASL: 1

Tulsa Roughnecks: 1983

### Individuale
- Bola de Prata: 1

1973